# Superstizione (romanzo)
Superstizione (Superstitious) è un romanzo horror dello scrittore statunitense Robert Lawrence Stine. È il primo romanzo per adulti di Stine, noto per i suoi romanzi per ragazzi.

## Trama
Liam O'Connor è un professore irlandese, trasferitosi da poco in Pennsylvania. La sua collega Sara lo trova molto affascinante e finisce per innamorarsene: travolta dalla passione, non dà peso alle manie superstiziose del fidanzato. Nel frattempo, il college dove i due insegnano viene sconvolto da un'ondata di sanguinosi omicidi e una voce anonima turba il sonno di Sara, insinuandole dubbi atroci su Liam.

## Edizioni
- Robert Lawrence Stine, Superstizione, Sonzogno, 2001.